# Абдуллаев, Калык Абдуллаевич
Калык Абдуллаевич Абдуллаев (каз. Қалық Абдуллаұлы Абдуллаев; 28 июня 1942, Каскасу — 13 декабря 2020) — казахский общественный и политический деятель, аким Южно-Казахстанской области в 1997—1999 годах, ведущий представитель бизнес-среды Казахстана, председатель правления АО «КазНИИ энергетики имени академика Ш. Ч. Чокина»; академик Национальной инженерной академии Республики Казахстан, учёный-энергетик.

## Биография

### Образование
Родился 28 июня 1942 года в селе Каскасу Ленгерского района Южно-Казахстанской области. Происходит из рода сикым племени дулат. Учился в Ташкентском политехническом институте (1958—1963), по образованию — инженер-электрик. Также окончил Академию общественных наук при ЦК КПСС в 1985 году и спецкурс Академии народного хозяйства при Совете Министров СССР в 1987 году. Кандидат экономических наук.

### Профессиональная деятельность
С августа 1963 года работал в районном управлении «Южказэнерго» (г. Чимкент), занимал пост старшего инженера Центральной службы релейной защиты и автоматики, затем начальника службы режима и заместителя Центральной диспетчерской службы. С февраля 1966 года — старший мастер службы релейной защиты Чимкентского предприятия электрических сетей. В 1969 году переведён в объединённое диспетчерское управление Министерства энергетики и электрификации Казахской ССР (г. Алма-Ата), где работал сначала начальником службы режима, затем начальник службы электрических режимов, а с февраля 1974 года — главным инженером. С 1978 года постоянно проживает и работает в Алма-Ате.
Абдуллаев работал над множеством проектов: участвовал в строительстве Жамбылской, Ермаковской ГРЭС, создании Экибастузского топливно-энергетического комплекса. Проектировал линии электропередач Ташкент — Жамбыл — Алматы. Является одним из организаторов комплекса «Атакент», на базе которого ежегодно проходят более 30 международных выставок; создатель современной выставочно-ярмарочной деятельности экономики Республики Казахстан. Член правления Союза инженеров-энергетиков РК, председатель правления АО «КазНИИ Энергетики им. Ш. Ч. Чокина», Председатель совета директоров АО КЦДС «Атакент». Обладатель восьми патентов на различные изобретения.
Награждён орденами «Знак Почёта», «Парасат» и медалями.

### Политика и общество
До 1990 года — член КПСС. С 1997 по 1999 годы — аким Южно-Казахстанской области. Является основателем благотворительного фонда «Акниет», на средства которого получают высшее образование дети из малообеспеченных семей; фонд оказывает финансовую и иную материальную помощь детским домам, участникам и ветеранам войны и труда, а также реализует программу сохранения памятников культуры Казахстана.

### Семья
Супруга — Улдыкуль Шалажиевна Амангельдиева, преподаватель истории. Сын — Серик (род. 1975), общественный деятель, член партии «Нур Отан».